# Pomaderris hamiltonii
Pomaderris hamiltonii är en brakvedsväxtart som beskrevs av Lucy Beatrice Moore. Pomaderris hamiltonii ingår i släktet Pomaderris och familjen brakvedsväxter. Inga underarter finns listade i Catalogue of Life.